# Samogłoska półotwarta tylna zaokrąglona
Samogłoska półotwarta tylna zaokrąglona – typ samogłoski spotykany w językach naturalnych. Symbol, który przedstawia ten dźwięk w Międzynarodowym Alfabecie Fonetycznym, to ɔ

## Języki, w których występuje ten dźwięk
- język polski: oko [ˈɔkɔ]
- język czeski (wymowa praska): oko [ˈɔkɔ] „oko”
- język niemiecki: voll [fɔl] „pełny”
- język angielski: ball [bɔːɫ] „piłka”